# Guna (buddyzm)
Guṇa (sans गुण) (chiń. 塵 chen; kor. chin (진); jap. chin; wiet. trân) – w buddyzmie: cecha, jakość, cnota.
W sanskrycie znaczy jakość, drugorzędny element, także wynik działania zmysłów: oczu – obraz (barwo-kształt), uszu – dźwięk itd. W tym wypadku najczęstszym odpowiednikiem jest w chiń. chen.
Słowo chen oznacza kurz, drobne cząsteczki, atomy i także materię, która jest rozumiana często jako zanieczyszczenie. Może być także rozumiana jak aktywna, uwarunkowana zasada w naturze, drobna, subtelna i zanieczyszczająca czysty umysł. Można także symbolicznie używać tego określenia, gdy mówi się o drobnych troskach codziennego życia.
Chińczycy czasami starali się oddać brzmienie oryginalnego sanskryckiego słowa chińskim odpowiednikiem dźwiękowym. Guna oddali określeniem qiuna.